# Хайбуллинский район
Ха́йбуллинский райо́н (баш. Хәйбулла районы) — административно-территориальная единица (район) и муниципальное образование (муниципальный район) в её границах под наименованием муниципальный район Хайбуллинский район (баш. Хәйбулла районы муниципаль районы) в составе Республики Башкортостан Российской Федерации.
Административный центр — село Акъяр.

## География
Район расположен на юго-восточной окраине Башкортостана, граничит на севере — с Баймакским и Зилаирским районами, на западе — с Зианчуринским районом Башкортостана, на юге — с Оренбургской областью.
Район занимает Зауральскую возвышенно-холмистую равнину на востоке, Зилаирское плато на западе. Полезные ископаемые представлены месторождениями медноколчеданных руд, золота, жильного кварца, строительного камня, известняка, кирпичного сырья, песка, песчано-гравийной смеси. Район находится в наиболее засушливой части Башкортостана с неблагоприятными условиями перезимовки озимых культур. Речная сеть представлена реками Таналык, Сакмара и их притоками. Северо-восточную часть района пересекает река Большая Уртазымка. Восточную половину территории занимает ковыльно-разнотравная степь на южных и солонцеватых чернозёмах, западную — лесостепь на горных чернозёмах с лесными островками из березы, осины и лиственницы на севере, дуба и липы на юге. Площадь сельскохозяйственных угодий — 302,4 тыс. га, в том числе пашен — 165 тыс. га, сенокосов — 16,4 тыс. га, пастбищ — 82,8 тыс. га.
По территории района проходят автомобильные дороги Сибай — Акъяр, Юлдыбаево — Акъяр — Сара. Ранее в Акъяре работал аэропорт.

## История
Район образован 20 августа 1930 года, получил своё название от одноимённого села Хайбуллино, которое ныне называется Акъяр. Район активно развивался в 1950-е годы в связи с освоением целины. От этого периода остались названия поселков Уфимский, Целинный.

## Население
| 1939    | 1959    | 1970    | 1979    | 1989    | 2002    | 2008    | 2009    | 2010    |
| ------- | ------- | ------- | ------- | ------- | ------- | ------- | ------- | ------- |
| 23 856  | ↗28 814 | ↗33 368 | ↘30 581 | ↘30 127 | ↗33 072 | ↘32 512 | ↘32 427 | ↗33 398 |
| 2012    | 2013    | 2014    | 2015    | 2016    | 2017    | 2018    | 2019    | 2021    |
| ↘32 975 | ↘32 637 | ↘32 176 | ↘31 735 | ↘31 419 | ↘31 112 | ↘30 791 | ↘30 306 | ↗30 705 |

Согласно прогнозу Минэкономразвития России, численность населения будет составлять:
- 2024 — 30,34 тыс. чел.
- 2035 — 28,15 тыс. чел.

### Национальный состав
Согласно Всероссийской переписи населения 2010 года: башкиры — 77,6 %, русские — 17,8 %, лица других национальностей — 4,6 %.
По итогам переписи населения 2020 года проживали следующие национальности (национальности менее 0,1 % и другое см. в сноске к строке «Другие»):
| Национальность | Численность, чел. | Доля     |
| -------------- | ----------------- | -------- |
| Башкиры        | 25 394            | 82,70 %  |
| Русские        | 4446              | 14,48 %  |
| Татары         | 379               | 1,23 %   |
| Чуваши         | 132               | 0,43 %   |
| Украинцы       | 74                | 0,24 %   |
| Казахи         | 35                | 0,11 %   |
| Другие         | 245               | 0,81 %   |
| Итого          | 30 705            | 100,00 % |

### Языковой состав
Согласно Всероссийской переписи населения 2010 года родными языками населения являлись:
башкирский — 77,2 %, русский — 19,6 %, татарский — 1,6 %.
Согласно Всероссийской переписи населения 2020 года родными языками населения являлись:
башкирский — 82,6 %, русский — 15,5 %, татарский — 1 %.

## Административное деление
В Хайбуллинский район как административно-территориальную единицу республики входит 14 сельсоветов.
В одноимённый муниципальный район в рамках местного самоуправления входит 14 муниципальных образований со статусом сельского поселения:
| №     | Муниципальное образование | Административный центр | Количество населённых пунктов | Население (чел.) | Площадь (км²) |
| ----- | ------------------------- | ---------------------- | ----------------------------- | ---------------- | ------------- |
| 1e-06 | Сельское поселение        |                        |                               |                  |               |
| 1     | Абишевский сельсовет      | село Большеабишево     | 6                             | ↘953             | 397,81        |
| 2     | Акъюловский сельсовет     | село Галиахметово      | 4                             | ↘674             | 290,27        |
| 3     | Акъярский сельсовет       | село Акъяр             | 3                             | ↗8811            | 176,76        |
| 4     | Антинганский сельсовет    | село Антинган          | 2                             | ↘890             | 151,82        |
| 5     | Бурибаевский сельсовет    | село Бурибай           | 1                             | ↘4378            | 29,10         |
| 6     | Ивановский сельсовет      | село Ивановка          | 5                             | ↘1006            | 235,60        |
| 7     | Маканский сельсовет       | село Макан             | 4                             | ↘2169            | 399,36        |
| 8     | Новозирганский сельсовет  | село Новый Зирган      | 3                             | ↘934             | 132,44        |
| 9     | Самарский сельсовет       | село Самарское         | 4                             | ↘1536            | 246,32        |
| 10    | Таналыкский сельсовет     | село Подольск          | 6                             | ↘2097            | 550,81        |
| 11    | Татыр-Узякский сельсовет  | село Татыр-Узяк        | 4                             | ↘1568            | 269,68        |
| 12    | Уфимский сельсовет        | село Уфимский          | 8                             | ↘2599            | 518,42        |
| 13    | Фёдоровский сельсовет     | село Фёдоровка         | 2                             | ↘1080            | 127,68        |
| 14    | Целинный сельсовет        | село Целинное          | 5                             | ↘2096            | 385,59        |

### Населённые пункты
| №  | Населённый пункт   | Тип     | Население | Муниципальное образование |
| -- | ------------------ | ------- | --------- | ------------------------- |
| 1  | 1-е Мурзино        | деревня | ↗222      | Уфимский сельсовет        |
| 2  | Абдулнасырово      | деревня | ↘150      | Целинный сельсовет        |
| 3  | Абубакирово        | село    | ↗640      | Фёдоровский сельсовет     |
| 4  | Адель              | деревня | ↘159      | Таналыкский сельсовет     |
| 5  | Акназарово         | деревня | ↘151      | Акъюловский сельсовет     |
| 6  | Акташево           | деревня | ↘140      | Ивановский сельсовет      |
| 7  | Акъюлово           | деревня | ↘84       | Акъюловский сельсовет     |
| 8  | Акъяр              | село    | ↗8760     | Акъярский сельсовет       |
| 9  | Алибаевское        | село    | ↘315      | Уфимский сельсовет        |
| 10 | Антинган           | село    | ↘536      | Антинганский сельсовет    |
| 11 | Байгускарово       | село    | ↘544      | Татыр-Узякский сельсовет  |
| 12 | Бакаловка          | деревня | ↘353      | Таналыкский сельсовет     |
| 13 | Большеабишево      | село    | ↘424      | Абишевский сельсовет      |
| 14 | Большеарслангулово | село    | ↘136      | Абишевский сельсовет      |
| 15 | Бузавлык           | деревня | ↘352      | Самарский сельсовет       |
| 16 | Бурибай            | село    | ↘4342     | Бурибаевский сельсовет    |
| 17 | Валитово           | деревня | ↗268      | Целинный сельсовет        |
| 18 | Воздвиженка        | деревня | ↘302      | Маканский сельсовет       |
| 19 | Галиахметово       | село    | ↘417      | Акъюловский сельсовет     |
| 20 | Ивановка           | село    | ↘877      | Ивановский сельсовет      |
| 21 | Илячево            | деревня | ↘359      | Новозирганский сельсовет  |
| 22 | Исянгильдино       | деревня | ↘486      | Целинный сельсовет        |
| 23 | Комсомольск        | деревня | ↘302      | Целинный сельсовет        |
| 24 | Макан              | село    | ↗1288     | Маканский сельсовет       |
| 25 | Малоабишево        | деревня | ↘0        | Абишевский сельсовет      |
| 26 | Малоарслангулово   | деревня | ↗351      | Абишевский сельсовет      |
| 27 | Мамбетово          | деревня | ↘529      | Маканский сельсовет       |
| 28 | Михайловка         | село    | ↘148      | Ивановский сельсовет      |
| 29 | Нижнеисмаково      | деревня | ↘93       | Уфимский сельсовет        |
| 30 | Новопетровское     | село    | ↘44       | Ивановский сельсовет      |
| 31 | Новопетровское     | село    | ↘302      | Уфимский сельсовет        |
| 32 | Новоукраинка       | деревня | ↗233      | Таналыкский сельсовет     |
| 33 | Новый Зирган       | село    | ↗629      | Новозирганский сельсовет  |
| 34 | Первомайское       | село    | ↗360      | Уфимский сельсовет        |
| 35 | Переволочан        | село    | ↘67       | Татыр-Узякский сельсовет  |
| 36 | Петропавловский    | деревня | ↗232      | Уфимский сельсовет        |
| 37 | Подольск           | село    | ↘1083     | Таналыкский сельсовет     |
| 38 | Пугачёво           | деревня | ↘89       | Ивановский сельсовет      |
| 39 | Рафиково           | деревня | ↗180      | Уфимский сельсовет        |
| 40 | Савельевка         | село    | ↘205      | Таналыкский сельсовет     |
| 41 | Сагитово           | деревня | ↘329      | Маканский сельсовет       |
| 42 | Садовый            | село    | ↗641      | Акъярский сельсовет       |
| 43 | Сакмар-Назаргулово | деревня | ↘120      | Абишевский сельсовет      |
| 44 | Самарское          | село    | ↘877      | Самарский сельсовет       |
| 45 | Степной            | село    | ↘756      | Акъярский сельсовет       |
| 46 | Танатар            | деревня | ↘12       | Новозирганский сельсовет  |
| 47 | Татыр-Узяк         | село    | ↗1146     | Татыр-Узякский сельсовет  |
| 48 | Таштугай           | деревня | ↗358      | Таналыкский сельсовет     |
| 49 | Уразбаево          | деревня | ↘147      | Акъюловский сельсовет     |
| 50 | Урняк              | деревня | ↘149      | Абишевский сельсовет      |
| 51 | Уфимский           | село    | ↘1329     | Уфимский сельсовет        |
| 52 | Фёдоровка          | село    | ↗524      | Фёдоровский сельсовет     |
| 53 | Хворостянское      | деревня | ↘230      | Самарский сельсовет       |
| 54 | Целинное           | село    | ↘1120     | Целинный сельсовет        |
| 55 | Юлбарсово          | деревня | ↘326      | Самарский сельсовет       |
| 56 | Яковлевка          | село    | ↘301      | Татыр-Узякский сельсовет  |
| 57 | Янтышево           | деревня | ↘489      | Антинганский сельсовет    |

### Упразднённые населённые пункты
Деревня Юлбарсово (Татыр-Узякский сельсовет).

## Экономика
Основными отраслями производства в районе являются сельское хозяйство и горнодобывающая промышленность.
Горнодобывающая промышленность представлена добычей меди и золота. Бурибаевский горно-обогатительный комбинат осуществляет добычу и обогащение медноколчеданной руды, добычу золота и серебра на Юбилейном медно-колчеданном, Октябрьском месторождениях. В 2027-2028 годах планируется начало добычи на Подольском медно-цинковом месторождении, одном из крупнейших в стране, на Вишневском и Новопетровском месторождениях.
В ноябре 2015 года на территории района была запущена первая на территории республики промышленная солнечная электростанция мощностью 10 МВт.
Наиболее крупные предприятия: УГМК, Полиметалл, Бурибаевский ГОК, Башмедь, БШПУ, Башзолото, Хайбуллинская горная компания.

## Транспорт
Ведется строительство железнодорожной ветки «Сибай-Подольск-Новорудная», которая будет проходить через территорию района.

## Образование
В районе 55 общеобразовательных школ, в том числе 24 средние, музыкальная школа, ДЮСШ, профессиональное училище, ГБОУ СПО «Акъярский горный колледж имени И. Тасимова», 28 массовых библиотек, 48 клубных учреждений, центральная районная и 4 участковые больницы. Издаётся газета на русском и башкирском языках «Хайбуллинский вестник» — «Хәйбулла хәбәрзәре».
Инфраструктура
Республиканский санаторий для детей с родителями «Сакмар».